# Mig 21 & LELEK Orchestra – Naživo
Mig 21 & LELEK Orchestra – Naživo (2009) je album hudební skupiny Mig 21. Obsahuje celkem čtrnáct skladem, přičemž v první („Overtura“) se objevují hudební motivy ze tří předchozích skladeb skupiny, a sice z „Snadné je žít“, „V dnešním světě kompjůtrů“ a „Twist“.

## Obsah alba
Na albu jsou tyto skladby:
1. „Overtura“
2. „Malotraktorem“
3. „Tančím“
4. „V dnešním světě kompjůtrů“
5. „Svěřím se ti sněhuláku“
6. „Na světě rád“
7. „Vlajky vlají“
8. „Snadné je žít“
9. „Ho-ka-he“
10. „Bývá mi úzko“
11. „Skejt“
12. „Slepic pírka“
13. „Ještě jednu?“
14. „Žlutý dvouplošník“